# Alpenkorps
L'Alpenkorps (« corps alpin ») est une unité de l'armée allemande créée en 1915 qui combat lors de la Première Guerre mondiale. Formé pour le combat en montagne dans le Tyrol, l'Alpenkorps développe une forte capacité offensive et est le précurseur des divisions d'attaque de l'armée allemande. Cette unité est considérée comme une des meilleures unités de l'armée allemande.
En 1915, l'Alpenkorps est engagé dans la campagne de Serbie. En 1916, l'unité est employée durant les mois de juin et de juillet dans la bataille de Verdun, puis au cours de l'automne dans les combats de Roumanie. En 1917, l'unité est transférée en Italie et participe à la bataille de Caporetto. En 1918, l'Alpenkorps est engagée dans la bataille de la Lys, puis dans des combats défensifs sur la Somme, puis en octobre et novembre sur le front serbe. L'unité est dissoute au cours du mois de décembre 1918.

## Première Guerre mondiale

### Composition

#### 1915 - 1916
- 1re brigade de jäger bavaroise

1re régiment de jäger bavarois
Régiment d'infanterie du Corps royal bavarois (de)
- 2e brigade de jäger

2e régiment de jäger
3e régiment de jäger
- 203e régiment d'artillerie de campagne
- 103e, 105e et 106e compagnies de pionniers

#### 1917
- 1re brigade de jäger bavaroise

1re régiment de jäger bavarois
régiment de gardes du corps bavarois
2e régiment de jäger
- commandement d'artillerie divisionnaire

203e régiment d'artillerie de campagne
6e bataillon d'artillerie de montagne

#### 1918
- 1re brigade de jäger bavaroise

1re régiment de jäger bavarois
régiment de gardes du corps bavarois
2e régiment de jäger
- 7e commandement d'artillerie divisionnaire

203e régiment d'artillerie de campagne
6e bataillon d'artillerie de montagne (état-major, 1re, 2e et 17e batteries)
- 3 escadrons du 4e régiment de chevau-légers bavarois

### Historique

#### 1915
- mai - 16 octobre : regroupement de bataillons de jägers, mouvement par Innsbruck dans le Tyrol. Puis à partir du 23 mai, mouvement de rocade vers le Trentin dans la région de Campitello di Fassa pour bloquer les incursions italiennes des alpinis ; nombreuses actions locales (violent combat le 24 septembre).
- 16 - 25 octobre : retrait du front, transport par V.F. sur le front de l'ouest par Innsbruck, Neu-Ulm, Stuttgart, Deux-Ponts pour atteindre la région de Laon[1].
- 25 - 28 octobre : transport par V.F. sur le front serbe en passant par Mézières, Germersheim, Augsbourg, Munich, Vienne, Budapest, Temeswar pour atteindre Weisskirchen[1].
- 29 octobre 1915 - 15 février 1916 : engagée dans la campagne de Serbie, l'Alpenkorps est intégré au groupe d'armée « Below ».

30 octobre : franchissement du Danube à Orşova, il atteint Gradiste puis longe la Morava en direction de Kruševac.
1er - 8 novembre : progression par Požarevac, Kragujevac le 4 novembre pour atteindre Kraljevo le 8 novembre.
13 - 14 novembre : poursuite des troupes serbes à travers le Sandjak de Novipazar.
24 - 28 novembre : progression le long de l'Ibar pour atteindre Ribariće et la frontière avec le Monténégro.
21 - 22 décembre : mouvement de rocade, le corps alpin est localisé dans la région de Niš et de Leskovac.
23 décembre 1915 - 15 février 1916 : occupation de secteur de Koumanovo, Skopje, Vélès.

#### 1916
- 15 février - 21 mars : retrait du front, quelques éléments encore en secteur dans la région de Skopje.
- 21 mars - 1er avril : transport par V.F. sur le front de l'ouest par Belgrade, Budapest, Breslau, Dresde, Leipzig, Cologne, Aix-la-Chapelle, Liège, Charleville, repos.
- 2 - 30 avril : mouvement vers le front, occupation d'un secteur dans la région de Cernay-lès-Reims.
- 30 avril - 30 mai : retrait du front, repos dans la région de Charleville, puis vers Spincourt.
- 1er - 23 juin : engagé dans la bataille de Verdun, mouvement vers la ligne de front par le fort de Douaumont. À partir du 22 juin, attaque en lien avec la 1re division d'infanterie bavaroise à sa gauche et la 103e division d'infanterie à sa droite en direction respective de l'ouvrage de Thiaumont, de Fleury-devant-Douaumont et du fort de Souville. Prise de Fleury[1].
- 24 juin - 3 juillet : retrait du front, réorganisation.
- 4 juillet - 5 août : mouvement vers le front, attaque en direction de Fleury et du fort de Souville, prise de l'ouvrage du Morpion[n 1].
- 5 - 27 août : mouvement de rocade, occupation d'un secteur du front en Argonne dans la région de Fontaine-en-Dormois et de Vauquois. Le 3e régiment de jägers est transféré à la 200e division d'infanterie[1].
- 28 août - 26 septembre : retrait du front, transport par V.F. sur le front roumain.
- 26 - 29 septembre : engagée dans la région de Sibiu en association avec la 187e division d'infanterie, le corps occupe le col Turnu Roșu bloquant la retraite de troupes roumaines ; combats très violents.
- 30 septembre - 21 novembre : attaque et progression en direction de Brașov pour atteindre le monte Sule.
- 21 novembre - 7 décembre : progression dans la plaine de Valachie. Engagée dans la bataille de l'Argeș qui entraine la prise de Bucarest. Le corps participe ensuite à la capture des champs de pétrole de Ploiești.
- 7 décembre 1916 - 2 janvier 1917 : progression et combat le long de l'Ialomița. À partir du 15 décembre, bataille autour de Râmnicu Sărat, le corps alpin occupe le flanc gauche de la 9e armée allemande en liaison avec le groupe d'armée de l'archiduc Joseph. Progression vers les rives de la Siret, puis vers Odobești.

#### 1917
- 2 janvier - 10 avril : occupation et organisation de positions le long de la Putna le long de la frontière avec l'Empire russe.
- 10 avril - 6 mai : retrait du front, repos dans la région de Karlsburg.
- 6 mai - 15 juin : transport par V.F. vers le front de l'ouest par Karlsburg, Szeged, Budapest, Vienne, Salzbourg, Rosenheim, Munich, Strasbourg, Colmar, Neuf-Brisach, puis repos.
- 15 juin - 20 juillet : occupation d'un secteur du front en Alsace entre le canal du Rhône au Rhin et Aspach.
- 20 juillet - 2 septembre : retrait du front, transport par V.F. sur le front de l'est, en Roumanie. À partir du début août, le corps est engagé dans la région de Panciu.

10 août : combats dans la région de Trifești.
- 2 septembre - 23 octobre : retrait du front, mouvement vers le front italien dans le secteur de l'Isonzo. Occupation d'un secteur du front vers Tolmin.
- 24 - 31 octobre : engagée dans la bataille de Caporetto en première ligne. Attaques en direction de San Pietro al Natisone et le long du , prise du Monte Madlessena puis progression rapide vers Cividale del Friuli.
- 1er novembre 1917 - 24 janvier 1918 : poursuite des troupes italiennes.

8 novembre : franchissement du Tagliamento vers Bonzicco.
11 novembre : progression jusqu'à la Piave.
19 novembre : franchissement de la Piave, attaques violentes et couteuses vers le monte Grappa et Pederobba, puis organisation et occupation des positions conquises.
12 décembre : action locale vers le Monferana. À partir du 15 décembre, retrait du front et repos et instruction dans la région de Porderone. Au cours du mois de janvier, mouvement vers Spilimbergo et San Daniele del Friuli.

#### 1918
- 24 janvier - 10 avril : transport par V.F. sur le front de l'ouest en Alsace par Salzbourg, Munich, Ulm, Fribourg-en-Brisgau et Saverne, puis repos et instruction dans la région de Sarrebourg.
- 10 - 13 avril : transport par V.F. vers les Flandres, par Metz, Sedan, Namur pour atteindre Lille.
- 14 avril - 7 mai : engagée dans la bataille de la Lys. Le 14 avril, attaque en direction de Bailleul.

15 - 23 avril : placé en seconde ligne.
24 - 29 avril : en première ligne, attaques violentes et meurtrières sur Locre, sur le mont Kemmel et sur le village de Kemmel. À partir du 26 avril, organisation des positions conquises.
29 - 30 avril : nouvelle attaque en direction du mont Rouge.
- 7 mai - 29 juillet : retrait du front, concentration du corps dans la région de Tourcoing ; puis repos et instruction dans la région d'Audenarde.
- 30 juillet - 8 août : transport par V.F. de la région de Tourcoing à la région de Ham.
- 8 - 29 août : mouvement vers le front, occupation d'un secteur entre Puzeaux et Hattencourt, actions locales de part et d'autre. Le corps repousse les tentatives de percées des troupes canadiennes et françaises. À partir du 26 août, repli des unités derrière le canal de la Somme à l'est de Épénancourt et Béthencourt-sur-Somme.
- 30 août - 18 septembre : mouvement de rocade, occupation d'un nouveau secteur vers Péronne. À partir du 2 septembre, engagé pour renforcer la ligne de front lors de la bataille du mont Saint-Quentin en occupant une ligne entre Moislains et Bussu. Les jours suivants, attaques des troupes britanniques, les unités de l'Alpenkorps sont contraintes de se replier sur une ligne Épehy - Ronssoy ; organisation des nouvelles positions.
- 18 - 24 septembre : engagé dans la bataille d'Épehy, combats extrêmement violents avec de lourdes pertes. Devant la pression des troupes britanniques, les unités se replient entre Villers-Guislain et Haute-Bruyère. Le 24 septembre, relève par la 8e division d'infanterie.
- 24 septembre - 8 octobre : retrait du front, repos vers Forest-en-Cambrésis. Transport par V.F. sur le front serbe, les troupes se concentrent autour de Niš[2].
- 9 - 31 octobre : repli successif par Kruševac tenu jusqu'au 23 octobre, par Paraćin le 24 octobre. Le 27 octobre, les unités sont au nord de Kragujevac ; le 31 octobre l'Alpenkorps est à Belgrade et franchit le Danube.
- 1er - 11 novembre : placé en seconde ligne. Après l'armistice, les unités traversent avec difficulté la Hongrie pour atteindre l'Allemagne qu'elles atteignent à la fin novembre. En décembre 1918, l'Alpenkorps est dissous.

## Chefs de corps
| Grade           | Nom                             | Date                               |
| --------------- | ------------------------------- | ---------------------------------- |
| Generalleutnant | Konrad Krafft von Dellmensingen | 21 mai 1915 - 28 février 1917      |
| Generalleutnant | Leo Sontag                      | 1er mars - 4 septembre 1917        |
| Generalmajor    | Ludwig von Tutschek (de)        | 5 septembre 1917 - 2 décembre 1918 |

## Personnalités célèbres ayant servi dans l'unité
- Franz von Epp
- Henri de Bavière (de)
- Konrad Krafft von Dellmensingen
- Erich Löwenhardt
- Friedrich Paulus
- Erwin Rommel
- Ferdinand Schörner